# Giovani vampire
Giovani vampire (The Sisterhood) è un film horror erotico del 2004 diretto da David DeCoteau.

## Trama
Christine è una ragazza con capacità parapsicologiche molto potenti. La sua professoressa Miss Master le chiede di entrare in una confraternita, la BAT, e la avvisa che forse saranno proprio le ragazze di questa confraternita a cercarla per i suoi poteri. Trascinata ad una festa dalla sua migliore amica e compagna di stanza Regan, viene contattata e decide di entrare nella confraternita.
Cambia il comportamento di Christine che viene lasciata dal suo ragazzo Josh, che verrà poi sedotto da Devin, un'altra BAT e anche capo delle vampire. Dopo questo avvenimento Christine riesce a vedere tutto chiaramente e scopre che una consorella Sarah è scomparsa.
Alla fine Christine, con l'aiuto di Regan e Miss Master, mette in atto un piano e insieme distruggono Devin.